# Okrožni sodnik
Okrožni sodnik je sodnik, torej pravnik s pravniškim državnim izpitom, ki je imenovan s strani Državnega zbora RS kot sodnik in ki je razporejen na delovno mesto na enem izmed 11 Okrožnih sodišč v RS in sodi v zadevah pred Okrožnimi sodišči, razen v kolikor je prerazporejen na delo na Okrajno sodišče.
Redoma to vključuje:
- zadeve varstva intelektualne lastnine, torej patenti, blagovne znamke, modeli, pravic avtorja glede avtorskih del;
- stečajne zadeve v zvezi z ali zaradi stečajnega postopka ali postopka prisilne poravnave;
- pravdne zadeve glede spora nad višino 20.000 EUR;
- kazenske zadeve, torej postopki zaradi kaznovvanja po kazenskem pravu v kazenskih postopkih glede kaznivih dejanj nad zagroženo kaznijo 3 let ali v zadevah obrekovanja, klevetanja, žaljive obdolžitve tj. varstva osebnega imena in časti;
- pravdne zadeve med gospodarskimi subjekti (družbe z omejeno odgovornostjo, delniške družbe, samostojni podjetniki, komanditne družbe);
- zadeve v zvezi z varstvom in vzgojo otrok, razvezami zakonske zveze oz. ločitvami.